# Mobile-services Switching Centre
Ein Mobile-services Switching Centre (MSC; deutsch: Vermittlungsstelle in Mobilfunknetzen) bezeichnet einen Bestandteil eines GSM-, UMTS- oder LTE-Mobilfunknetzes.

Position des MSC im Mobilfunknetz

Das MSC ist eine volldigitale Vermittlungsstelle im Mobilfunknetz. Es stellt die Schnittstelle zwischen dem Funknetz (Base Station Subsystem, BSS) und dem Telefon-Festnetz dar. Es ist somit das zentrale Netzelement im Network Switching Subsystem (NSS).
Jedem MSC ist ein bestimmter Anteil des Mobilfunknetzes mit allen Base Station Controller (BSC) und nachgeordneten Base Transceiver Stations (BTS) fest zugeordnet, die den Funkverkehr abwickeln und steuern.
Für alle Verbindungen, die aus diesem Teil des Netzes kommen bzw. dorthin gehen, übernimmt das MSC die komplette Anrufverwaltung, Ortsüberwachung und auch die Berechtigungsprüfung (Authentisierung) der Mobilstation. Zusätzlich werden Gesprächsdaten für jedes Gespräch zur Gebührenabrechnung (Charging) aufgezeichnet.
Außerdem besitzt ein MSC Schnittstellen zu den anderen MSCs des Mobilfunknetzes sowie zu anderen Komponenten des Mobilfunknetzes wie Home Location Register (HLR), Signalling Transfer Point (STP), Service Control Point (SCP), Short Message Service Center (SMSC) und Voice Mail Switching Center (VMSC) (Mailbox), die in Wechselwirkung mit dem MSC Aufgaben erledigen oder ihr bestimmte Anforderungen und Daten zuführen.
MSCs besitzen als „Gateway MSC“ (GMSC) zusätzlich oder exklusiv (ohne BSS) Schnittstellen zu anderen Telefonnetzen. Dies können Schnittstellen zu anderen Mobilfunknetzen sein oder Verbindungen in das Telefonfestnetz. Somit kann grundsätzlich jede MSC gleichzeitig auch GMSC sein.
Jede MSC besitzt ein so genanntes Visitor Location Register (VLR), in dem die Daten und der Aufenthaltsort der Teilnehmer gespeichert werden, die sich gerade im Einflussbereich der MSC befinden. Kommt ein Teilnehmer mit seinem Mobilfunkgerät in den Einflussbereich einer MSC, wird einerseits sein Standort in die zentrale Teilnehmerdatenbank, das Home Location Register (HLR), gemeldet. Andererseits werden alle Teilnehmerdaten aus dem HLR in das VLR der MSC geladen.

## Vermittlungs-Szenarien
Mobile Terminated Call (MTC)
Wird ein Mobilfunkteilnehmer angerufen, wird zuerst über das ihm zugeordnete HLR ermittelt, in welchem MSC-Einzugsbereich sich der Teilnehmer befindet und das Gespräch an die entsprechende MSC durchgeschaltet. Die MSC lokalisiert nun, in welcher Location Area sich der Teilnehmer befindet und baut mit Hilfe der zugeordneten Funknetz-Elemente BSC und BTS das Gespräch zum Teilnehmer auf.
Mobile Originated Call (MOC)
Ruft ein Mobilfunkteilnehmer an, analysiert die MSC anhand der gewählten Rufnummer, um welchen Typ es sich beim angerufenen Teilnehmer handelt (Mobilteilnehmer des eigenen Netzes, Mobilteilnehmer eines fremden Netzes, Festnetzteilnehmer, Sonderrufnummer) und baut das Gespräch zu dem Teilnehmer auf: Bei Mobilfunkteilnehmern wird zuerst beim Heimat-HLR des angerufenen Teilnehmers nachgefragt, in welchem Netz und in welchem MSC-Bereich dieser sich gerade befindet; bei Festnetzteilnehmern und Sonderrufnummern wird das Gespräch ins Festnetz weitergeleitet.
 Rufnummernmitnahme 
Diese Szenarien sind durch die Einführung der Möglichkeit, die zugeteilte Rufnummer auch bei einem Wechsel von Anbieter beziehungsweise Netzbetreiber zu behalten, entsprechend komplizierter geworden. Anhand der Netzvorwahl kann seitdem nicht mehr entschieden werden, zu welchem Netz ein Teilnehmer gehört. Hierzu ist eine Abfrage in einer speziellen Teilnehmer-Datenbank, dem sogenannten Network Address Register, erforderlich. Diese Datenbank befindet sich entweder auf zentralen Netzelementen, wie dem Signalling Transfer Point (STP) oder auf Netzelementen zur Service-Verwaltung, wie dem Service Control Point (SCP).

## Neuere Entwicklungen

### 3GPP Release 4
Mit der 3GPP Spezifikation für Release 4
wurde die Funktion des MSC auf 2 Systeme aufgeteilt:
- Mobile Switching Center Server (MSS) zur Signalisierung und Verwaltung des Mobilfunknetzes
- Media Gateway (MGW) zur Aufnahme der Datenströme des Mobilfunknetzes (Sprache)

 Mobile Switching Center Server (MSS) 
Der MSS beinhaltet alle Funktionen zur Steuerung des Funknetzes, die auch das MSC enthält. Die Funktionen des MSS sind
- Standort-Verwaltung der Teilnehmer
- Lokale Verwaltung der Teilnehmer-Profile (Visitor Location Register (VLR))
- Steuerung des Gesprächsaufbaus und -abbaus
- Erheben von Gesprächsdaten zur Gebührenabrechnung
- Kommunikation mit anderen Komponenten des Mobilfunknetzes

Das MSS dient zur Steuerung des Mobilfunknetzes. Es besitzt ausschließlich Signalisierungs-Schnittstellen zu anderen Mobilfunk-Netzelementen, zum Radio-Netz und zum Media-Gateway, das die Mobilfunk-Datenströme lenkt (Sprache, GPRS-Daten).
 Media Gateway (MGW) 
Über das Media Gateway werden die Datenströme des Mobilfunknetzes geleitet (Sprache, Daten). Das Steuern und Lenken der Datenströme wird hierbei vom MSS übernommen. Der MSS gibt hierbei dem MGW genau vor, welcher Datenstrom von welchem Eingangskanal zu welchem Ausgangskanal zu lenken ist.

### LTE Netzwerke
In LTE-Netzwerken wird die Funktion des MSC vom IP Multimedia Subsystem (IMS) übernommen.